# Иншаковский сельсовет
Иншаковский сельсовет — упразднённая административно-территориальная единица, существовавшая на территории Московской губернии и Московской области до 1951 года.
Иншаковский сельсовет был образован в первые годы советской власти. По данным 1923 года он входил в состав Двоенской волости Егорьевского уезда Московской губернии.
В 1925 году Иншаковский с/с был присоединён к Астанинскому с/с, но 16 ноября 1926 года выделен вновь.
В 1929 году Иншаковский с/с был отнесён к Егорьевскому району Орехово-Зуевского округа Московской области.
28 декабря 1951 года Иншаковский с/с был упразднён. При этом его территория была передана в Подрядниковский с/с.